# Jymmy França
Jymmy Dougllas França (* 15. April 1984 in Rio de Janeiro) ist ein ehemaliger brasilianischer Fußballspieler.

## Karriere
Jymmy begann seine Karriere 2001 bei Castelo FC und spielte unter anderem auch bei Angra dos Reis EC, Quissamã FC, Friburguense AC und Associação Jaguaré EC. 2009 unterschrieb er einen Vertrag beim slowakischen Spartak Trnava. Sommer 2009 wechselte er zum moldauischen Sheriff Tiraspol. Mit dem Verein wurde er 2009/10 moldauischer Meister. In der Saison 2009/10 wurde er mit 13 Toren Torschützenkönig. 2011 wechselte er zum ukrainischen Tschornomorez Odessa. 2012 wechselte er zum japanischen Shimizu S-Pulse. Sommer 2012 wechselte er zum Zweitligisten Tokyo Verdy. 2014 kehrte er nach Brasilien zurück. Danach spielte er bei Guaratinguetá Futebol und Paulista FC.

## Erfolge
Sheriff Tiraspol
- Moldauischer Meister: 2009/10
- Moldauischer Pokalsieger: 2009/10